# نک
نک (به هلندی: Neck) یک منطقهٔ مسکونی در هلند است که در ورمرلاند واقع شده‌است. نک ۹۲۵ نفر جمعیت دارد.